# Segunda Batalha de Menen
A Segunda Batalha de Menen, travada na Campanha da Flandres das Guerras da Primeira Coligação (Guerras Revolucionárias Francesas) foi uma entre numerosas acções militares destinadas a controlar a cidade de Menen na fronteira franco-belga. Nesta batalha, as tropas da Coligação – neste caso, os Austríacos - obtiveram uma vitória sobre os Franceses e o consequente controlo da cidade.
Menin situa-se cerca de 19 Km a Norte de Lille, na margem do Rio Lys. Era uma cidade fortificada.

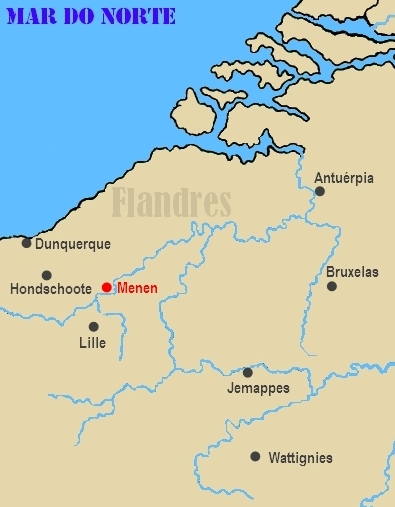
Localização de Menen

As forças francesas pertenciam ao Exército do Norte que era comandado pelo general Jean Nicolas Houchard. Após a Primeira Batalha de Menen, Houchard decidiu retirar as suas forças para Arras e deixar uma guarnição em Menen. Para isso, ordenou que as suas divisões seguissem para Lille enquanto uma guarda de retaguarda, sob o comando do Brigadeiro-general Demars, se movimentava em direcção a Courtrai para distrair a atenção das tropas da Coligação do movimento de retirada.
No dia 14 de Setembro, Demars capturou a vila de Welvegen (entre Menen e Courtrai) e avançou para Courtrai. Naquela cidade, encontrava-se o General Johann Peter Beaulieu de Marconnay que enviou uma força de infantaria apoiada por metade de um esquadrão de cavalaria para atacar a guarda de retaguarda francesa. Dermars retirou para Welvegen onde se lhe juntaram alguns reforços com o General Hédouville. Depois de os Austríacos começarem a flanquear a força francesa em Welvegen, esta retirou para Menen. Hédouville calculou que não se registariam mais combates e fez seguir as suas forças em direcção a Lille deixando a Brigada de Demars frente à entrada da cidade, na estrada para Courtrai, com ordem para apenas retirar ao anoitecer.
Entretanto, Beaulieu fez avançar mais forças austríacas, especialmente de cavalaria (quatro esquadrões do Regimento de Esterhazy mais dois esquadrões do exército do Duque de York), que seguiram as tropas francesas. O aparecimento da cavalaria da Coligação causou o pânico na Brigada de Demars que tentou entrar na cidade para se proteger.
A guarnição francesa de Menen tinha por comandante um holandês ao serviço da França, Herman Willem Daendels. Este apercebeu-se que, se a Brigada de Delmars retirassem para o interior da cidade, os Austríacos iriam conseguir entrar ao mesmo tempo e, assim sendo, decidiu evacuar a guarnição para a outra margem do Lys. Quando as suas ultimas tropas se preparavam para sair, Delmars entrou na cidade e ordenou a Daendels para formar uma guarda de retaguarda com a missão de retardar o avanço das tropas austríacas. Esta ordem já veio tarde pois parte da cavalaria austríaca já tinha entrado na cidade o que obrigou a totalidade das forças francesas a fugir.
Nos exércitos revolucionários franceses existiam representantes do governo de Paris (o que poderíamos chamar de comissários políticos). Dois desses representantes quase causaram um desastre, agravando as consequências da derrota, quando convenceram algumas tropas a permanecerem na cidade. Foram salvos com a chegada do General Béru que impôs alguma ordem à retirada. Após estes acontecimentos, o General Hédouville foi destituído de todas as funções e o General Houchard, comandante do Exército do Norte,  foi executado.